# Марлоу-Гайтс (Меріленд)
Марлоу-Гайтс (англ. Marlow Heights) — переписна місцевість (CDP) в США, в окрузі Графство принца Георга штату Меріленд. Населення — 6169 осіб (2020).

## Географія
Марлоу-Гайтс розташований за координатами 38°49′16″ пн. ш. 76°56′39″ зх. д. / 38.82111° пн. ш. 76.94417° зх. д. (38.821118, -76.944295).  За даними Бюро перепису населення США в 2010 році переписна місцевість мала площу 5,27 км², з яких 5,27 км² — суходіл та 0,01 км² — водойми.

## Демографія
Згідно з переписом 2010 року, у переписній місцевості мешкало 5618 осіб у 2286 домогосподарствах у складі 1401 родини. Густота населення становила 1065 осіб/км².  Було 2441 помешкання (463/км²).
Расовий склад населення:
| - 86,7 % — чорних або афроамериканців - 5,6 % — білих - 1,9 % — азіатів - 0,4 % — корінних американців - 3,1 % — осіб інших рас |

До двох чи більше рас належало 2,2 %. Частка іспаномовних становила 4,9 % від усіх жителів.
За віковим діапазоном населення розподілялося таким чином: 21,8 % — особи молодші 18 років, 66,4 % — особи у віці 18—64 років, 11,8 % — особи у віці 65 років та старші. Медіана віку мешканця становила 37,8 року. На 100 осіб жіночої статі у переписній місцевості припадало 84,0 чоловіків;  на 100 жінок у віці від 18 років та старших — 80,4 чоловіків також старших 18 років.
Середній дохід на одне домашнє господарство  становив 69 998 доларів США (медіана — 48 398), а середній дохід на одну сім'ю — 81 671 долар (медіана — 56 333). Медіана доходів становила 43 714 долари для чоловіків та 41 319 доларів для жінок. За межею бідності перебувало 10,4 % осіб, у тому числі 15,2 % дітей у віці до 18 років та 9,5 % осіб у віці 65 років та старших.
Цивільне працевлаштоване населення становило 2736 осіб. Основні галузі зайнятості: освіта, охорона здоров'я та соціальна допомога — 26,1 %, публічна адміністрація — 14,7 %, мистецтво, розваги та відпочинок — 11,5 %, науковці, спеціалісти, менеджери — 10,9 %.